# Кошниця (Болгарія)
Ко́шниця (болг. Кошница) — село в Смолянській області Болгарії. Входить до складу общини Смолян.

## Населення
За даними перепису населення 2011 року у селі проживала 81 особа.
Національний склад населення села:
| Національність   | Кількість осіб | Відсоток |
| ---------------- | -------------- | -------- |
| болгари          | 48             | 80,0 %   |
| інша             | 6              | 10,0 %   |
| Всього відповіли | 60             |          |

Розподіл населення за віком у 2011 році:
Динаміка населення: